# Soul-Jazz
Soul-Jazz ist eine Stilrichtung des Jazz, die in den frühen 1960er Jahren entstand. Sie entwickelte sich aus dem Hard Bop und wird häufig als Unterart des Funk verstanden. Blues-, Soul- und Gospelelemente spielen eine tragende Rolle. Soul-Jazz ist meist gekennzeichnet durch verhältnismäßig einfache Rhythmen und eingängige Melodien, die häufig in mäßigem oder langsamem Tempo gespielt werden.

## Geschichte
Der Soul-Jazz erlangte in den 1960er Jahren große Popularität. Herausragende Beispiele hierfür sind die Stücke Mercy, Mercy, Mercy, komponiert von Joe Zawinul, gespielt vom Cannonball Adderley Quintet und produziert von David Axelrod, sowie Lee Morgans The Sidewinder, die beide auch Chart-Hits wurden.
Als Hauptvertreter gelten das Cannonball Adderley Quintet mit Nat Adderley, das Ramsey Lewis Trio, die Saxophonisten Gene Ammons, Stanley Turrentine und Lou Donaldson, die Trompeter Donald Byrd und Lee Morgan, die Pianisten Les McCann und Horace Silver sowie die Organisten Jimmy McGriff, Lonnie Smith, John Patton und Leon Spencer.
Auch nach der Blütezeit des Soul-Jazz griffen viele Jazzmusiker auf diesen Stil zurück. Beispiele hierfür sind Weather Report sowie die Gitarristen John Scofield und Charlie Hunter, die man zwar nicht im engeren Sinne zu den Protagonisten dieses Stiles zählen kann, deren Spiel jedoch deutliche Einflüsse des Soul-Jazz aufweist.
Auch der Acid Jazz der 1990er Jahre bezieht sich – in seinen „jazzigeren“ Momenten – deutlich auf den Soul-Jazz.

## Wegweisende Aufnahmen
- 1962: Herbie Hancock – Watermelon Man (Blue Note) mit Freddie Hubbard, Billy Higgins u. a.
- 1963: Lou Donaldson – The Natural Soul (Blue Note) mit Grant Green, John Patton u. a.
- 1964: Lee Morgan – The Sidewinder (Blue Note) mit Joe Henderson, Billy Higgins u. a.
- 1965: Hank Mobley – The Turnaround (Blue Note) mit Freddie Hubbard, Billy Higgins u. a.
- 1965: Horace Silver – Song for My Father (Blue Note) mit Joe Henderson u. a.
- 1967: Cannonball Adderley Quintet – Mercy, Mercy, Mercy (Capitol) mit Nat Adderley, Joe Zawinul u. a.
- 1967: Cannonball Adderley Quintet – Why Am I Treated So Bad! (Capitol) mit Nat Adderley, Joe Zawinul u. a.
- 1967: Lou Donaldson – Alligator Bogaloo (Blue Note) mit Melvin Lastie, Lonnie Smith, George Benson, Leo Morris.
- 1969: Reuben Wilson – Love Bug (Blue Note) mit Lee Morgan, George Coleman, Grant Green, Leo Morris.
- 1969: Lou Donaldson – Say It Loud! (Blue Note) mit Blue Mitchell, Charles Earland, Jimmy Ponder und Leo Morris.
- 1969: Lonnie Smith – Turning Point (Blue Note) mit Lee Morgan, Melvin Sparks, Idris Muhammad u. a.
- 1969: Lonnie Smith – Move Your Hand (Blue Note)
- 1969: Grant Green – Carryin’ On (Blue Note) mit Idris Muhammad u. a.
- 1970: Charles Earland – Black Talk! (Prestige) mit Melvin Sparks, Idris Muhammad u. a.
- 1970: Charles Kynard – Afro-Disiac (Prestige) mit Grant Green, Bernard Purdie u. a.
- 1971: Leon Spencer – Sneak Preview! (Prestige) mit Grover Washington, Jr., Melvin Sparks, Idris Muhammad u. a.
- 1971: Jimmy McGriff – Soul Sugar (Capitol)

## Hauptvertreter
Gitarristen
- George Benson
- Grant Green
- Boogaloo Joe Jones
- Wes Montgomery
- Jimmy „Fats“ Ponder
- Melvin Sparks

Hammond-Organisten
- Charles Earland
- Richard „Groove“ Holmes
- Charles Kynard
- „Brother“ Jack McDuff
- Jimmy McGriff
- Jackie Mittoo
- „Big“ John Patton
- Jimmy Smith
- Lonnie Smith
- Leon Spencer
- Reuben Wilson

Pianisten
- Ramsey Lewis
- Les McCann
- Horace Silver
- Joe Zawinul

Saxophonisten
- Lou Donaldson
- Hank Mobley
- Stanley Turrentine
- Grover Washington, Jr.

Schlagzeuger
- Billy Higgins
- Idris Muhammad
- Bernard Purdie
- Grady Tate

Trompeter
- Jeff Cascaro
- Lee Morgan